# J. Carter Brown
Pour les articles homonymes, voir Carter et Brown.
 (mars 2025).
Si vous disposez d'ouvrages ou d'articles de référence ou si vous connaissez des sites web de qualité traitant du thème abordé ici, merci de compléter l'article en donnant les références utiles à sa vérifiabilité et en les liant à la section « Notes et références ».
John Carter Brown III, né le 8 octobre 1934 à Providence et mort le 17 juin 2002 à Boston, est le président de la National Gallery of Art de 1969 à 1992.
Il est le fils de John Nicholas Brown II (en).